# Simson MS 50
Simson MS 50 (Sperber 50) – motorower zupełnie odbiegający wyglądem od modelu S-53 oraz S-51. Linia nadwozia uzyskała zupełnie inny kształt tworząc nowoczesną sylwetkę, przypominającą lekkie motocykle konkurencyjnych firm. Zastosowano nowego kształtu osłony, zbiornik paliwa, owiewkę z okrągłym reflektorem, nowy zestaw wskaźników z elektronicznym obrotomierzem, lampa tylna, siedzenie oraz błotniki. Przednie zawieszenie zostało wyposażone w hamulec tarczowy, a tylne w centralny amortyzator.

## Silnik
Specjalnie do tego modelu silnik został zmodernizowany i wzmocniony. Silnik osiąga już 5,1 KM przy 6500 obr./min oraz moment obrotowy 5,4 Nm przy 6000 obr./min. Cylinder posiadał zmienione czasy otwarcia okien oraz dzielone okno ssące. Zastosowano tłok z jednym pierścieniem, który po przebiegu 12000 km przewidziano wymianę pierścienia lub kompletnego tłoka. Zwiększono stopień sprężania do 10,5:1. Zastosowano nowy układ wydechowy. Gaźnik pozostawiono prawie bez zmian – pochodzi od wersji 60 km/h.
Smarowanie dwusuwowego silnika odbywa się mieszanką paliwa z olejem mineralnym lub syntetycznym w stosunku 1:50 lub za dopłatą – automatycznie przez dozownik oleju.
Wprowadzono nową skrzynię biegów o 5 krótkich przełożeniach. Przełożenie silnik-skrzynia biegów pochodzi ze silnika o pojemności 70 cm³
Mimo że oficjalna prędkość maksymalna wynosiła 50 km/h, przy tak dużym zapasie mocy motorower ten mógł osiągać prędkości do 80 km/h.

## Szczegółowe dane techniczne
- Pojemność skokowa: 49,8 cm³
- Średnica i skok tłoka: 38 × 44 mm
- Moc maksymalna: 3,7 kW (5 KM) przy 6500 obr./min
- Maksymalny moment obrotowy: 5,4 Nm przy 6000 obr./min
- Stopień sprężania: 10,5 : 1
- Kąt wyprzedzenia zapłonu: 1 mm przed GMP
- Gaźnik: Bing 17/15/1103 (Bing 17/15/1106 A)
- Skrzynia biegów: o 5 przełożeniach
- Przełożenie I biegu: 3,66
- Przełożenie II biegu: 2,5
- Przełożenie III biegu: 1,89
- Przełożenie IV biegu: 1,54
- Przełożenie V biegu: 1,39
- Przełożenie wstępne silnik-skrzynia biegów: 3.25
- Przełożenie końcowe silnik-koło: 3,1875 (16/51)
- Łańcuch: 1/2"x5,2 – 136 ogniw
- Zawieszenie przednie: teleskop „Simson” z hydraulicznym ograniczeniem skoku lub teleskop Marzocchi z pełnym tłumieniem hydraulicznym
- Zawieszenie tylne: wahacz o przekroju prostokątnym, centralny amortyzator, skok 170 mm
- Hamulec przedni: tarczowy o średnicy 220 mm
- Hamulec tylny: bębnowy o średnicy 125 mm
- Zużycie paliwa: 3,2 l/100 km (rzeczywiste), 2,5 l/100 km przy prędkości 40 km/h (dane producenta)
- Dopuszczalna masa całkowita: 260 kg